# Jan van der Linde

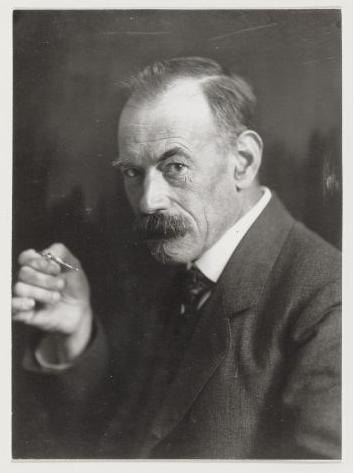
Jan van der Linde sr.

Jan van der Linde (Amsterdam, 3 januari 1864 - 8 maart 1945) was een Nederlands schilder die met name rond de Zuiderzee schilderde, tekende en aquarelleerde. Van der Linde was oorspronkelijk kleermaker en is pas na zijn 40e gaan schilderen. De marineschilder A. Hilverdink verzorgde zijn opleiding. 
Later kon hij van de opbrengst leven. Op 8 maart 1945 overleed hij te Amsterdam. Zijn zoon Jan (Joannes) van der Linde jr. (1887-1956) schilderde en tekende ook. Als portretschilder verdiende hij de kost. Na het overlijden van beide kunstenaars zijn bijna alle werken die nog in het bezit waren van Jan van der Linde jr. vermaakt aan het museum. De werken zijn onder andere te zien in het Nederlands Scheepvaartmuseum Amsterdam en het Maritiem Museum Rotterdam.